# 李胜刚
李胜刚（1968年9月—），山东蓬莱人，中华人民共和国政治人物。

## 生平
曾任中共烟台市芝罘区委常委、烟台市芝罘区人民政府常务副区长。后任长岛县委副书记，县政府党组书记、代理县长。2013年6月26日，当选莱阳市市长。2016年12月9日，任中共莱阳市委书记、党校校长。12月18日，不再担任莱阳市市长职务。